# Cheyletoidea
Cheyletoidea – nadrodzina pajęczaków z grupy roztoczy i rzędu Trombidiformes. Obejmuje ponad 1000 opisanych gatunków, jednak ich faktyczna liczba jest wielokrotnie większa. Należą do niej wolno żyjące drapieżniki, nidikole, jak i komensale oraz pasożyty kręgowców lądowych (ptaków, ssaków i węży). Niektóre gatunki wywoływać mogą choroby zwierząt domowych i ludzi (nużyca, cheyletielloza), podczas gdy inne biorą udział w tępieniu szkodników.

## Morfologia
Ciało tych roztoczy podzielone jest na pseudotagmy – gnatosomę i idiosomę, a ta ostatnia z kolei na propodosomę i opistosomę, zwaną w niektórych ich grupach także hysterosomą.

### Postać dorosła

#### Gnatosoma
Gnatosoma cechuje się obecnością styloforu, powstałego przez zrośnięcie się ze sobą nasadowych członów szczękoczułków. Stylofor może być częściowo lub całkowicie zrośnięty z subkapitulum. Palce ruchome szczękoczułków przybierają kształt sztyletów lub harpunów. U większości rodzin hypostom jest wolny, błoniasty, dwupłatowy i pozbawiony warg, a rostrum jest krótkie. U dutkowców i sierposzowatych hypostom zrasta się ze styloforem w ostre rostrum, a jego wierzchołek dysponuje 2–4 parami przezroczystych wyrostków zwanych wargami. Większość przedstawicieli nadrodziny (wyjątkiem są nużeńcowate i Psorergatidae) ma gnatosomę zaopatrzoną w przetchlinki; u dutkowców i sierposzowatych leżą one w rostralnej części styloforu, u Ophioptinae u nasady subkapitulum, a u Harpirhynchinae i Harpypalpinae po bokach od niego. Perytremy występują w czterech grupach: u dutkowców i sierposzowatych są łukowate lub M-kształtne i leżą w rostralnej części styloforu, a u Harpirhynchinae i Harpypalpinae są liniowate i leżą tuż za podstawą subkapitulum. Poza rodzinami dutkowców i sierposzowatych występuje u Cheyletoidea silnie zesklerotyzowana nabrzmiałość w gardzieli.
Nogogłaszczki wykazują dużą różnorodność w budowie. U sierposzowatych występują nogogłaszczki chwytne, złożone z pięciu stawowo połączonych członów: krętarza, uda, kolana, goleni i stopy, zwieńczonej pazurkiem i przeciwstawnym wyrostkiem. U dutkowców liniowate nogogłaszczki mają udo przyrośnięte do kolana, a stopę zlaną z golenią w stopogoleń i pozbawioną pazurków. Niektóre inne Cheyletoidea mają krętarz, udo i kolano zlane w jeden człon, a u Harpirhynchidae stopa ulega uwstecznieniu do postaci drobnej i błoniastej. Pełna chetotaksja nogogłaszczków obejmuje trzy szczecinki uda: d, v’, v”, szczecinki d i l” na kolanie, trzy szczecinki  goleni: d, l’, l’ oraz cztery szczecinki stopy: acm, sul, ul’, ul” i jeden, oznaczony ω solenidion na tejże. W różnych rodzinach i podrodzinach obserwuje się zanik różnych z wymienionych szczecinek, a u nużeńcowatych i Psorergatidae szczecinki stopogoleni przybierają formę ostróg lub są pazurkopodobne.

#### Idiosoma
W pierwotnym dla Cheyletoidea planie budowy ciała idiosoma jest rombowatą w zarysie pseudotagmą z przeciętnie rozwiniętą opistosomą. U nużeńcowatych i dutkowcowatych (zwłaszcza u fizyogastrycznych samic Picobiinae) opistosoma ulega jednak wtórnemu wydłużeniu, zaś u Harpirhynchidae i Psorergatidae silnemu uwstecznieniu. Na grzbietowej powierzchni idiosomy mogą znajdować się różnie wykształcone tarczki (sklerotyzacje oskórka). W pierwotnym planie budowy sierposzowatych i dutkowców obecne są tarczka propodonotalna i tarczka hystrosomalna, nierzadko poprzecznie podzielona na tarczkę hysteronotalną i tarczkę pygidialną, jednakże tarczki te mogą się wtórnie dzielić podłużnie na więcej tarczek, zrastać (hysteonotalna z pygidialną) lub zanikać. U Harpirhynchinae, Harpypalpinae i Psorergatidae tarczki hysteronotalna i propodonotalna zlewają się w jedną dużą tarczę prodorsalną, u nużeńcowatych występuje tylko tarczka propodonotalna, a u Ophioptinae wszystkie tarczki wierzchu idiosomy uległy zanikowi.
Samice sierposzowatych i dutkowców mają odbyt i otwór płciowy częściowo połączone, podczas gdy u innych rodzin są one całkowicie zlane w jeden otwór płciowo-odbytowy (genitalno-analny). W pierwszym przypadku położenie otworu jest brzuszne, w drugim może być położony na tylnym końcu idiosomy lub przesunięty na jej stronę grzbietową. Samce mają zawsze otwór płciowy całkiem scalony z odbytem, położony końcowo u wolno żyjących sierposzowatych, a grzbietowo u pozostałych Cheyletoidea. U niektórych grup, np. Psorergatidae, występują w regionie genitalno-analnym położone brzusznie płaty genitalne, a nużeńcowate mają za otworem płciowo-odbytowym inwaginację oskórka zwaną narządem opistosomalnym.
Chetotaksja idiosmy jest różnie rozwinięta; kompletna występuje u większości sierposzowatych i dutkowców, natomiast w innych grupach jest zredukowana. Najsilniejszą redukcję obserwuje się u nużeńcowatych, u których to zanikają wszystkie szczecinki idiosomy z wyjątkiem c2. Większość przedstawicieli rodziny pozbawiona jest kupuli; występują one tylko u wolno żyjących sierposzowatych w liczbie 3 par.

#### Odnóża kroczne
Typowo biodra wszystkich par odnóży położone są blisko siebie, jednak u dutkowców występuje duża przerwa między biodrami drugiej a trzeciej pary. Większość gatunków ma komplet członów u wszystkich odnóży, jednak u Harpirhynchinae większość członów odnóży trzeciej i czwartej pary zlewa się ze sobą. W pierwotnym planie budowy Cheyletoidea przedstopie zaopatrzone jest w parę pazurka i mięsiste empodium z pierzastymi szczecinkami. Silna redukcja empodium i zanik owych szczecinek charakteryzuje nużeńcowate i Psorergatidae. Z kolei u Ophioptinae i Cheyletiellini zanikowi uległy pazurki. Chetotaksja odnóży jest kompletna u większości sierposzowatych i dutkowców, silnie zredukowana u Psorergatidae i niemal całkiem zanikła (nie licząc stóp) u nużeńcowatych. Maksymalne liczby szczecinek wynoszą: na biodrze i krętarzu po 2, na udzie 3, a na kolanie i goleni po 5.

### Stadia młodociane
W rozwoju typowo występują stadia larwy, protonimfy i tritonimfy; charakterystyczny dla nadrodziny jest brak w rozwoju stadium deutonimfy. U samców sierposzowatych pominięte jest stadium tritonimfy i linieją one wprost z protonimf. U sierposzowatych, dutkowców i Harpirhynchinae stadia rozwojowe nie odbiegają silnie morfologią od postaci dorosłych, aczkolwiek larwy mają tylko trzy pary odnóży, a dwie początkowe pary odnóży larw i nimf Harpirhynchinae wyróżniają się kolanami zrośniętymi z udami. U stadiów młodocianych Psorergatidae odnóża są dwuczłonowe i pozbawione szczecinek, podobnie jak idiosoma. U nużeńcowatych stadia te mają odnóża jednoczłonowe i również brak jest u nich szczecinek na idiosomie i odnóżach. Największą odrębność od stadiów dorosłych wykazują larwy i nimfy Harpypalpinae i Ophioptinae. Ciała ich są beznogie, o zredukowanej silnie liczbie szczecinek propodonotalnych, a szczecinkach hysteonotalnych przesuniętych na tylno-brzuszną lub brzuszną stronę idiosomy.

## Ekologia
Wśród przedstawicieli Cheyletoidea występują wszystkie formy przejściowe od drapieżnictwa do wyspecjalizowanego endopasożytnictwa. Pierwotne dla tej grupy drapieżnictwo zachowało się tylko u sierposzowatych. Część jest jeszcze drapieżnikami wolno żyjącymi, inne wykazują nidikolię (polują w gniazdach kręgowców). Bardziej zaawansowane formy polują już na ciele zwierząt na ich pasożyty, są parafagami, aż niektóre wreszcie same zaczynają na nich pasożytować. Pasożytnictwo zewnętrzne na ptakach i ssakach rozwinęło się wśród sierposzowatych niezależnie w wielu liniach ewolucyjnych. Przedstawiciele pozostałych rodzin żerują już wyłącznie na żywicielach. Dutkowce wyspecjalizowały się w bytowaniu w dutkach ptasich piór. Ophioptinae są wyspecjalizowane w pasożytnictwie na wężach z nadrodziny Colubroidea; ich przodek przeniósł się na nie najprawdopodobniej z ptaków. Harpirhynchinae są mało ruchliwymi pasożytami zewnętrznymi kręgowców stałocieplnych. Również Psorergatidae i nużeńcowate żerują na kręgowcach stałocieplnych, przy czym w grupach tych zaznacza się tendencja do przechodzenia w pasożytnictwo wewnętrzne. Nużeńcowate bytują głównie w gruczołach skórnych i mieszkach włosowych gospodarzy, ale niektóre gatunki potrafią przejmować ich narządy wewnętrzne, w tym węzły chłonne.

## Taksonomia i filogeneza
Według systematyki z drugiej dekady XXI wieku do Cheyletoidea zalicza się 5 rodzin:
- Cheyletidae Leach, 1815 – sierposzowate
- Demodicidae Nicolet, 1855 – nużeńcowate
- Harpirhynchidae Dubinin, 1957
- Psorergatidae Dubinin, 1955
- Syringophilidae Lavoipierre, 1953 – dutkowce

Do 2011 roku opisano ich łącznie 1016 gatunków ze 162 rodzajów, jednak ich faktyczna liczba jest wielokrotnie większa. Różnorodność samych tylko dutkowców oszacowano na nie mniej niż 5 tysięcy gatunków.
Po raz pierwszy utworzenia taksonu rangi rodzinowej od rodzaju Cheyletus dokonał w 1815 Wiliam Elford Leach. Nadrodzina Cheyletoidea wprowadzona została w 1954 przez Wsiewołoda Dubinina oraz w rok później, niezależnie, przez Fredericka Cunliffe’a. W klasycznym ujęciu zaliczano doń 8 rodzin. Istotnych zmian w takowym dokonał Andre Bochkov i współpracownicy w serii prac poświęconych ich filogenezie i systematyce. W publikacji z 1999 wraz z Siergiejem Mironowem i Alexandrem Fainem obniżyli rangę Ophioptidae do podrodziny Ophioptinae w obrębie Harpirhynchidae. W 2002 roku, na podstawie wyników analizy kladystycznej Bochkov wyniósł podrodzinę Epimyodicinae z rodziny Cloacaridae do rangi osobnej rodziny Epimyodicidae, zaś rodzinę Myobiidae przeniósł do odrębnej nadrodziny Myobiioidea. W 2008 autor ten wspólnie z Barrym O'Connorem wyodrębnił Cloacaridae i Epimyodicidae do nowej nadrodziny Cloacaroidea. W tym samym roku opublikowane zostały przez Bochkova wyniki analizy filogenetycznej Cheyletoidea. Według nich występują w tej nadrodzinie dwie linie ewolucyjne. Pierwsza z nich, obejmująca sierposzowate i dutkowce, charakteryzuje się m.in. występowaniem warg na hypostomie oraz wyraźnie podzielonymi na komory perytremami położonymi w rostralnej części styloforu. Druga, obejmująca pozostałe rodziny linia odznacza się m.in. silnie zesklerotyzowaną nabrzmiałością w gardzieli, całkowitym połączeniem się odbytu i otworu płciowego u samic oraz brakiem eupatidiów na stopach nogogłaszczków. W drugiej linii ewolucyjnej Psorergatidae są grupą siostrzaną nużeńcowatych, a Harpirhynchidae zajmują pozycję bazalną.

## Znaczenie gospodarcze i medyczne
Drapieżni przedstawiciele sierposzowatych mają pozytywne znaczenie gospodarcze, np. zasiedlający magazyny Cheyletus eruditus efektywnie poluje na takie szkodniki jak rozkruszek mączny i larwy owadów.
Pasożyty mogą wywoływać stany chorobowe ludzi i zwierząt domowych. Różni przedstawiciele rodzaju Cheyletiella wywołują cheyletiellozy psów, kotów i zajęczaków. Różne gatunki nużeńców wywoływać mogą u różnych gatunków ssaków nużycę. W przypadku psów ostry jej przebieg może skończyć się nawet śmiercią żywiciela.